# Lax (Zwitserland)
Lax is een gemeente en plaats in het Zwitserse kanton Wallis, en maakt deel uit van het district Goms.
Lax telt 287 inwoners.